# Ed Davey
Ed Davey, właśc. Sir Edward Jonathan Davey (ur. 25 grudnia 1965 w Mansfield) – brytyjski ekonomista i polityk. W latach 1997–2015 i od 2017 członek Izby Gmin, w latach 2012–2015 minister ds. energii i zmian klimatycznych w gabinecie Davida Camerona, od 2020 lider Liberalnych Demokratów.

## Życiorys

### Młodość
Jego ojciec był prawnikiem, a matka nauczycielką Jako piętnastolatek został sierotą i trafił pod opiekę dziadków. Ukończył studia licencjackie w zakresie filozofii, politologii i ekonomii na Jesus College w Oksfordzie, a następnie studia magisterskie w dziedzinie ekonomii na Birbeck College w Londynie. W latach 1993–1997 pracował w branży konsultingowej.

### Kariera polityczna
Karierę polityczną rozpoczął w 1997, uzyskując mandat parlamentarny z ramienia Liberalnych Demokratów w okręgu wyborczym Kingston and Surbiton. Tuż po wyborach został mianowany rzecznikiem partii ds. finansów publicznych, a w 2000 r. także ds. Londynu. W 2004 był jednym z autorów „Pomarańczowej księgi”, będącej najważniejszym manifestem programowym nowego pokolenia Liberalnych Demokratów. 26 lutego 2008 zastępca spikera Izby Gmin Michael Lord wyrzucił go z sali obrad do końca dnia, co stanowi najwyższą karę, jaką spiker lub jego zastępca może nałożyć na posła bez zgody całej Izby. Była to reakcja na ostre protesty Davey'ego po tym, jak spiker odmówił uwzględnienia punktu porządku obrad postulowanego przez Liberalnych Demokratów.
Po powstaniu koalicyjnego rządu torysów i Liberalnych Demokratów w 2010, Davey został parlamentarnym podsekretarzem stanu w resorcie biznesu, innowacji i umiejętności, kierowanym przez jego Vince'a Cable'a, również członka Liberalnych Demokratów. 3 lutego 2012 został ministrem ds. energii i zmian klimatycznych, zastąpił wówczas Chrisa Huhne'a.
W wyborach w 2015 roku Davey nie zdołał obronić swojego mandatu parlamentarnego, przegrywając z kandydatem konserwatystów Jamesem Berrym.
W wyborach w 2017 roku Davey został po raz kolejny wybrany do Izby Gmin. W 2019 i 2024 roku uzyskiwał reelekcje.
13 grudnia 2019, po porażce Jo Swinson w wyborach parlamentarnych, został jednym z dwóch pełniących obowiązki lidera Liberalnych Demokratów, a w sierpniu 2020 wybrano go liderem partii.

### Życie prywatne
W 1995 Davey otrzymał medal za odwagę po tym, jak na stacji kolejowej Clapham Junction w Londynie wyciągnął kobietę, która przypadkowo spadła z peronu pod nadjeżdżający pociąg. W 2005 poślubił swoją koleżankę partyjną Emily Gasson, która w 2001, 2005 i w 2010 roku bez powodzenia startowała w wyborach parlamentarnych z ramienia Liberalnych Demokratów. Ma jedno dziecko.